# San Marino i olympiska vinterspelen 1994
San Marino deltog med tre deltagare vid de olympiska vinterspelen 1994 i Lillehammer. Ingen av landets deltagare erövrade någon medalj.

## Alpin skidåkning
- Nicola Ercolani

## Bob
- Mike Crocenzi
- Dino Crescentini